# サイオス (企業)
サイオス株式会社（英: SIOS Corporation）は、企業情報システム構築サービス並びにソフトウェアの開発および販売等の事業を担うグループ会社を傘下に持ち、これらグループ会社の統括・経営管理をおこなう日本の持株会社。東京証券取引所スタンダード市場に上場している（証券コード: 3744）

## 概要
国内外の事業会社2社（2024年12月時点）で構成され、グループ企業の統括・経営管理をおこなう純粋持株会社である。
1997年 前身となる株式会社テンアートニを創立し、情報システムのあらゆる分野でLinuxを推進することを目的に事業をスタートさせた。
創立から20周年を経た2017年10月、持株会社制導入に伴ってサイオス株式会社に名称を変更し、新たに設立したサイオステクノロジー株式会社へ事業部門を承継した。
国内の主要子会社における人的資源・知的財産・資金等の経営資源を集中し、さらなる業務運営の効率化と生産性の向上をはかるために、サイオステクノロジー株式会社を吸収合併存続会社として、株式会社キーポート・ソリューションズ、株式会社グルージェントを吸収合併消滅会社とする吸収合併を2020年10月に行う。更にProfit Cube 株式会社も吸収合併消滅会社とし、サイオステクノロジー株式会社を吸収合併存続会社とする吸収合併を翌年2021年4月に行った。2024年12月にサイオステクノロジー株式会社の金融機関向け経営支援システム販売事業を会社分割し、その株式を住信SBIネット銀行株式会社に売却した。 

## 沿革
- 1997年5月 - 株式会社テンアートニ設立。
- 2002年1月 - ノーザンライツコンピュータ株式会社と合併。
- 2004年8月 - 東京証券取引所マザーズに上場（証券コード:3744）。
- 2006年6月 - 米国SteelEye Technology,Inc.（現・SIOS Technology Corp.）を買収。
- 2006年11月 - 株式会社テンアートニからサイオステクノロジー株式会社へ商号変更。
- 2008年2月 - 株式会社グルージェントを子会社化。
- 2009年12月 - 関西営業所を開設。
- 2011年6月 - 株式会社SIIISを子会社化。
- 2013年7月 - 東京都港区南麻布へ本社を移転。
- 2013年7月 - 中部営業所を開設。
- 2013年11月 - DirectorsGear事業をニフティから買収。
- 2014年4月 - 九州営業所を開設。
- 2014年12月 - 子会社の株式会社SIIISが株式会社関心空間と社名変更[2]。
- 2015年4月 - 株式会社キーポート・ソリューションズを子会社化。
- 2015年5月 - 市場選択制度により、東京証券取引所 市場第二部に市場変更。
- 2015年6月 - BayPOS合弁会社設立。
- 2015年10月 - Profit Cube株式会社を子会社化。
- 2016年10月 - 子会社の株式会社関心空間が株式会社MYオフィスと社名変更[3]。
- 2017年10月 - サイオス株式会社を持株会社とする経営体制への移行に伴い、サイオステクノロジー株式会社を事業会社として分割。

## 社名の意味
- サイオス（SIOS）という名前は、「SIOS is Innovative Open Solutions」を意味し再帰的頭字語を取ったものである。

## グループ企業

### 連結子会社
- サイオステクノロジー株式会社
- SIOS Technology Corp.
- 株式会社 キーポート・ソリューションズ(2020年9月サイオステクノロジーに合併[4])
- 株式会社 グルージェント(2020年10月サイオステクノロジーに合併[4])
- Profit Cube 株式会社(2021年4月サイオステクノロジーに合併[5])